# Michelle Kwan
Michelle Wingshan Kwan  (Torrance, California, SAD, 7. srpnja 1980.) umirovljena je američka klizačica. Ima dvije olimpijske medalje (srebro 1998. i broncu 2002.), peterostruka je svjetska prvakinja (1996., 1998., 2000., 2001., 2003.) i deveterostruka prvakinja SAD-a (1996., 1998.–2005.). Ona i Maribel Vinson imaju isti broj rekorda nacionalnih prvenstava.
Roditelji su joj kineski imigranti, koji su iz Hong Konga otišli živjeti u SAD. Kwan se natjecala na seniorskoj razini više od desetljeća i osvojila je najviše nagrada u povijesti SAD-a među klizačicama. Poznata je po svojoj dosljednosti i izražajnoj vještini na ledu, a smatra se jednom od najvećih klizačica svih vremena.
Više od desetljeća, Kwan je zadržala status ne samo najpopularnije klizačice u Americi, već i jedne od najpopularnijih američkih sportašica. Tijekom svoje vladavine, Kwan je osigurala brojne velike sponzorske ugovore, glumila je u brojnim TV specijalima i bila predmet opsežne medijske pokrivenosti. Od 1997. do 2005. bila je najplaćenija američka klizačica u Savezu umjetničkog klizanja SAD-a, kao i jedna od najbolje plaćenih sportašica na Zimskim olimpijskim igrama. Kwan je također bio najplaćenija klizačica na turnejama Ice Championships.